# Maserati MSG Racing
Maserati Monaco Sports Group Racing è una squadra automobilistica monegasca che gareggia nel Campionato mondiale di Formula E a partire dalla stagione 2022-23, il team è costruito sul fondamento della Venturi Racing.

## Storia

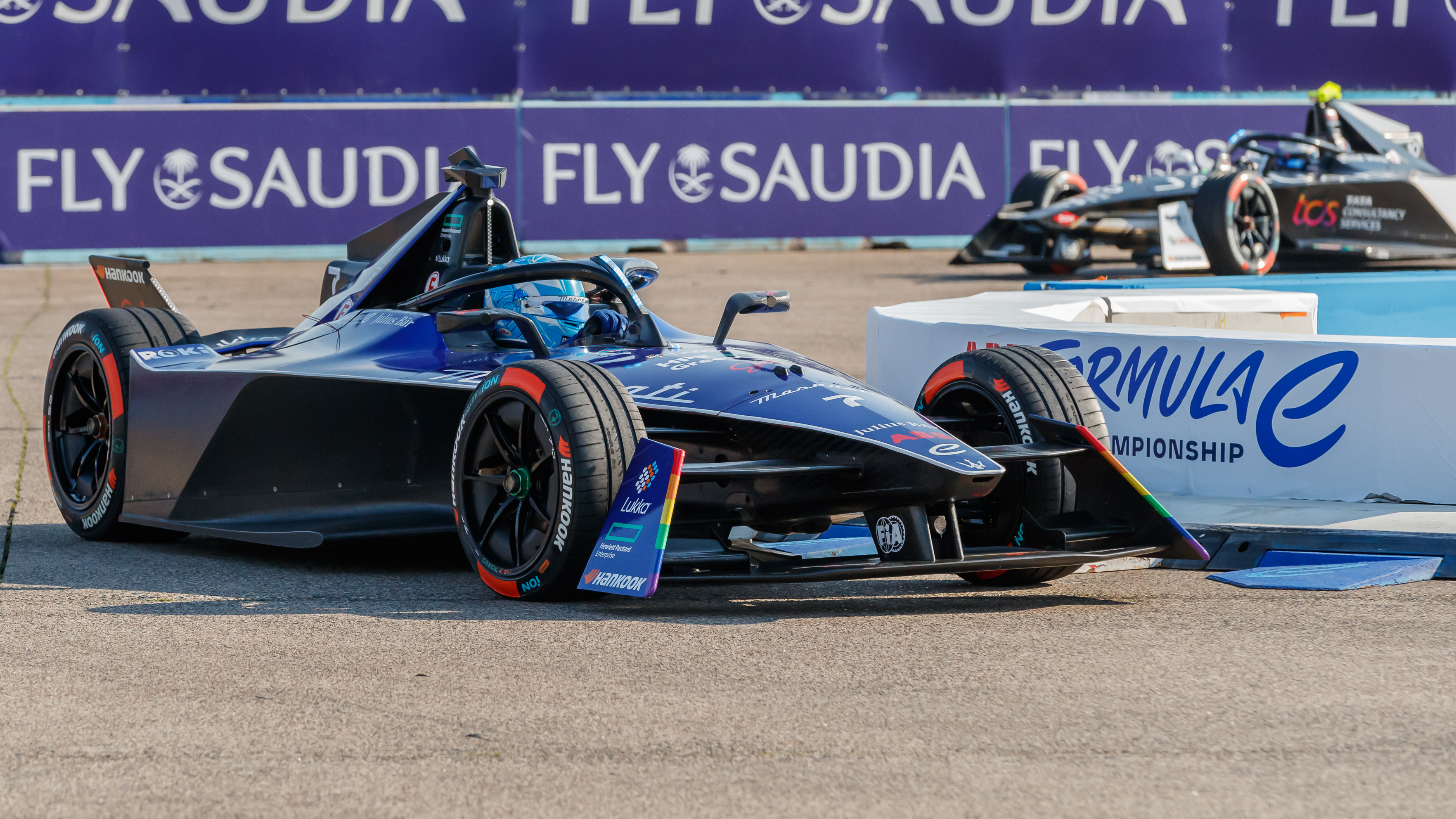
La Maserati Folgore di Maximilian Günther nell'E-Prix di Berlino 2023

Il 10 gennaio 2022, il marchio Maserati ha annunciato la sua entrata in Formula E come produttore, in collaborazione con un team ancora da annunciare. Il debutto del marchio italiano è previsto per la stagione 2022-23, segnando il suo ritorno nel mondo delle corse dopo 13 anni d'assenza. L'ultima presenza dalla Maserati nel motorsport risale alla stagione 2009 nel Campionato FIA GT con la Maserati MC12.
Maserati diventerà il primo costruttore italiano ad esordire nella serie elettrica, il secondo del Gruppo Stellantis, dopo DS Automobiles. Essendo dello stesso gruppo di DS, il costruttore italiano utilizzerà sotto il suo marchio propulsori progettati e sviluppati dal motorista francese. Successivamente, il 7 aprile, viene annunciato un accordo con la Venturi Racing, team monegasco che partecipa alla competizione elettrica dalla prima edizione, nel 2014. Il nome Venturi viene ritirato e il team correrà sotto il nome Maserati MSG Racing utilizzando le strutture del vecchio team.

### 2022-23
Per la stagione 2022-23, come Team Principal viene scelto James Rossiter, mentre come piloti viene confermato Edoardo Mortara, già pilota Venturi, e Maximilian Günther. Il 6 dicembre viene presentata la Maserati Tipo Folgore Gen3. I primi punti arrivano all'E-Prix di Diriyah grazie a Mortara mentre il primo podio a Berlino con Günther, pilota di casa. Il tedesco conquista anche il primo successo per il team all'E-Prix di Giacarta. Maserati conclude la sua prima stagione con un 6° posto finale e 140 punti.

### 2023-24
Nella stagione 2023-24, Edoardo Mortara lascia il team per accasarsi in Mahindra. Al suo posto viene ingaggiato Jehan Daruvala, Maximilian Günther viene invece confermato. Il tedesco porta nuovamente Maserati sul podio nell'E-Prix di Tokyo conquistando la vittoria e nell'E-Prix di Misano, concluso al terzo.

### 2024-25
Nella stagione 2024-25 il team cambia completamente la propria formazione di piloti. Dopo una stagione avara di punti, Jehan Daruvala non viene confermato mentre Maximilian Günther passa all'altro team Stellantis, DS Penske. Quello con il team americano è di fatto uno scambio, in Maserati arriva infatti Stoffel Vandoorne. L'altro pilota scelto è Jake Hughes, proveniente da McLaren. Il primo podio della stagione arriva con l'inglese, terzo posto all'E-Prix di Gedda. La vittoria arriva invece con Vandoorne all'E-Prix di Tokyo.

## Risultati sportivi
| Anno    | Telaio     | Motore                      | Batterie                      | Gomme | No | Pilota             | 1   | 2   | 3   | 4   | 5   | 6   | 7   | 8   | 9   | 10  | 11  | 12  | 13  | 14  | 15  | 16  | Punti | Pos. |
| ------- | ---------- | --------------------------- | ----------------------------- | ----- | -- | ------------------ | --- | --- | --- | --- | --- | --- | --- | --- | --- | --- | --- | --- | --- | --- | --- | --- | ----- | ---- |
| 2022-23 | Spark Gen3 | Maserati Tipo Folgore Gen 3 | Williams Advanced Engineering | H     |    |                    | MEX | DIR | DIR | HYD | CAP | SAP | BER | BER | MON | GIA | GIA | POR | ROM | ROM | LON | LON | 130   | 6    |
| 2022-23 | Spark Gen3 | Maserati Tipo Folgore Gen 3 | Williams Advanced Engineering | H     | 48 | Edoardo Mortara    | Rit | Rit | 9   | 10  | Rit | Rit | 9   | 22  | 11  | 6   | 8   | Rit | Rit | 4   | 4   | 11  | 130   | 6    |
| 2022-23 | Spark Gen3 | Maserati Tipo Folgore Gen 3 | Williams Advanced Engineering | H     | 7  | Maximilian Günther | 11  | NP  | 19  | 13  | Rit | 11  | 3   | 6   | Rit | 3   | 1   | 6   | 3   | 6   | 12  | 14  | 130   | 6    |
| 2023-24 | Spark-Gen3 | Maserati Tipo Folgore Gen 3 | Williams Advanced Engeneering | H     |    |                    | MEX | DIR | DIR | SAP | TOK | MIS | MIS | MON | BER | BER | SHA | SHA | POR | POR | LON | LON | 81    | 8°   |
| 2023-24 | Spark-Gen3 | Maserati Tipo Folgore Gen 3 | Williams Advanced Engeneering | H     | 7  | Maximilian Günther | 4   | 7   | 9   | 9   | 1   | 13  | 8   | 9   | Rit | Rit | 21  | 8   | Rit | 12  | Rit | Rit | 81    | 8°   |
| 2023-24 | Spark-Gen3 | Maserati Tipo Folgore Gen 3 | Williams Advanced Engeneering | H     | 18 | Jehan Daruvala     | 16  | 20  | Rit | 15  | 17  | Rit | 9   | 18  | 17  | 7   | 19  | 17  | 16  | 10  | Rit | Rit | 81    | 8°   |
| 2024-25 | Spark-Gen3 | Maserati Tipo Folgore Gen 3 | Williams Advanced Engeneering | H     |    |                    | SAP | MEX | GED | GED | MIA | MON | MON | TOK | TOK | SHA | SHA | GIA | BER | BER | LON | LON | 102   | 9°   |
| 2024-25 | Spark-Gen3 | Maserati Tipo Folgore Gen 3 | Williams Advanced Engeneering | H     | 2  | Stoffel Vandoorne  | 10  | 7   | 10  | 6   | 14  | 9   | 10  | 1   | 19  | 11  | 7   | Rit | 12  | 14  | 4   | 12  | 102   | 9°   |
| 2024-25 | Spark-Gen3 | Maserati Tipo Folgore Gen 3 | Williams Advanced Engeneering | H     | 55 | Jake Hughes        | Rit | 10  | 5   | 3   | Rit | 17  | 19  | 18  | 13  | 14  | 20  | Rit | 14  | 11  | Rit | 17  | 102   | 9°   |